# Timothy V. Murphy
Timothy Vincent Murphy (Tralee, 5 aprile 1960) è un attore irlandese.

## Biografia
Murphy nacque a Tralee, Contea di Kerry in Irlanda, da Edward e Mary Murphy. Iniziò la sua carriera a Dublino, dove si formò al Focus Theater. Ha frequentato l'University College Cork, specializzandosi in Giurisprudenza e Contabilità. Murphy ha anche trascorso del tempo viaggiando in Sud Africa, lavorando nell'edilizia e nella posa di tetti nel Bronx, New York e lavorando nei bar in Florida.

## Carriera
È apparso in film come The Lone Ranger (2013); la parodia del film d'azione MacGruber (2010), con Val Kilmer; il western Appaloosa (2008); il thriller d'avventura Il mistero dei Templari (2007); nel 2014, Murphy ha recitato nel debutto alla regia di Jason Momoa, nel film Road to Paloma (2014); il film d'azione American Siege (2022) accanto a Bruce Willis e il film poliziesco Detective Knight - Fine dei giochi del 2023 sempre con Bruce Willis.
Murphy è anche un attore teatrale e membro a vita dell'Actors Studio. I suoi lavori teatrali includono The Beauty Queen of Leenane al South Coast Rep, per il quale ha ottenuto una nomination all'Ovation Award, e The Lost Plays of Tennessee Williams del Coast Theater, che ha vinto il premio LA Weekly "Best Ensemble" e per il quale ha ottenuto una nomination individuale come "migliore Performance". Ha interpretato il ruolo di Jake nella prima mondiale di Stones in his Pockets al Tivoli Theater di Dublino, e ha recitato con Tyne Daly in una produzione di Agamemnon messa in scena alla Getty Villa di Malibu, California. Nell'agosto 2018 ha iniziato ad apparire nelle pubblicità del sito britannico di comparazione dei prezzi Confused.com.

## Filmografia parziale

### Cinema
- Skeleton Man, regia di Johnny Martin (2004)
- Il mistero delle pagine perdute (National Treasure: Book of Secrets), regia di Jon Turteltaub (2007)
- Appaloosa, regia di Ed Harris (2008)
- Hooligans 2 (Green Street Hooligans 2: Stand Your Ground), regia di Jesse V. Johnson (2009)
- The Butcher, regia di Jesse V. Johnson (2009)
- MacGruber, regia di Jorma Taccone (2010)
- The Lone Ranger, regia di Gore Verbinski (2013)
- Road to Paloma, regia di Jason Momoa (2014)
- Tragedy Girls, regia di Tyler MacIntyre (2017)
- American Siege, regia di Edward Blake (2022)
- Detective Knight - Fine dei giochi (Detective Knight: Independence), regia di Edward Drake (2023)

### Televisione
- Alias – serie TV, un episodio (2003)
- Nip/Tuck – serie TV, un episodio (2004)
- 24 – serie TV, 2 episodi (2006)
- CSI: NY – serie TV, un episodio (2010)
- Shameless – serie TV, 2 episodi (2011)
- Criminal Minds – serie TV, 6 episodi (2011)
- Sons of Anarchy – serie TV, 11 episodi (2011-2013)
- Burn Notice - Duro a morire (Burn Notice) – serie TV, un episodio (2012)
- NCIS: Los Angeles – serie TV, 4 episodi (2012-2013)
- Perception – serie TV, un episodio (2014)
- Grace and Frankie – serie TV, 3 episodi (2015)
- True Detective – serie TV, 6 episodi (2015)
- The Bastard Executioner – serie TV, 10 episodi (2015)
- The Last Man on Earth – serie TV, un episodio (2017)
- Damnation – serie TV, 4 episodi (2017-2018)
- Westworld - Dove tutto è concesso (Westworld) – serie TV, 2 episodi (2018)
- Quantico – serie TV, 5 episodi (2018)
- L'uomo nell'alto castello (The Man in The High Castle) – serie TV, un episodio (2019)
- Snowpiercer – serie TV, 9 episodi (2020-2021)
- S.W.A.T.  – serie TV, 3 episodi (2021-2022)
- Law & Order: Organized Crime – serie TV, 3 episodi (2023)

## Doppiatori italiani
Nelle versioni in italiano delle opere in cui ha recitato, Timothy V. Murphy è stato doppiato da:
- Luca Biagini in Perception, Westworld - Dove tutto è concesso, S.W.A.T.
- Roberto Pedicini in Criminal Minds, Law & Order: Organized Crime
- Luciano Roffi in Shameless, Burn Notice - Duro a morire
- Davide Marzi in Grace and Frankie, L'uomo nell'alto castello
- Nino D'Agata in La signora in giallo - La ballata del ragazzo perduto
- Enrico Pallini in Alias
- Michele Gammino in Shallow Ground
- Adolfo Fenoglio in Nip/Tuck
- Antonio Angrisano in 24
- Paolo Marchese ne Il mistero delle pagine perdute
- Paolo Buglioni in Appaloosa
- Roberto Draghetti in CSI: NY
- Stefano Santerini in Sons of Anarchy
- Antonio Palumbo in NCIS: Los Angeles
- Dario Oppido in Road to Paloma
- Marco Mete in Hawaii Five-0
- Fabrizio Temperini in True Detective
- Ivan Melkumjan in Code Black
- Andrea Lavagnino in The Last Man on Earth
- Alberto Angrisano in Quantico
- Alessandro Ballico in Snowpiercer
- Tony Sansone in Detective Knight - Fine dei giochi